# Sikorsky S-36
Die Sikorsky S-36 war ein Mitte der 1920er Jahre gebautes achtsitziges Amphibienflugzeug des US-amerikanischen Herstellers Sikorsky Manufacturing Co., das sowohl für zivile als auch militärische Zwecke eingesetzt wurde.

## Geschichte
Sikorsky erprobte während des Jahres 1927 die S-36 als zweiten Entwurf eines Amphibienflugzeugs und verbesserten Nachfolger der S-34. Die S-36 hatte eine weitgehend unveränderte konstruktive Auslegung, besaß aber größere Tragflächen und als charakteristisches Kennzeichen eine zweite kleinere Tragfläche auf halber Rumpfhöhe, unter der jeweils links und rechts ein Stützschwimmer angebracht war. Deshalb wird die S-36 gelegentlich auch als Anderthalbdecker angesprochen. Ein weiterer Unterschied bestand darin, dass die Tragfläche deutlich höher über dem Rumpf positioniert war, um eine Anbringung der Triebwerke unterhalb der Flächen zu ermöglichen. Anfangs flog die S-36 mit offenem Piloten- und Passagiersitzen, später erhielten die Maschinen eine durchgehende Abdeckung, die einen aerodynamisch günstigen Übergang in das Heck gewährleistete.
Von den mindestens fünf produzierten S-36 erhielt je eine die kanadische Ölgesellschaft Andean National Corporation und die Pan American Airways. Letztere wird am 7. Dezember 1927 mit dem Kennzeichen NC3699 an Pan Am geliefert, die damit 1928 Routen-Erkundungsflüge in der Karibik durchführte. Wegen nicht zufriedenstellender Leistungen gab Pan Am die Maschine an Sikorsky zurück.

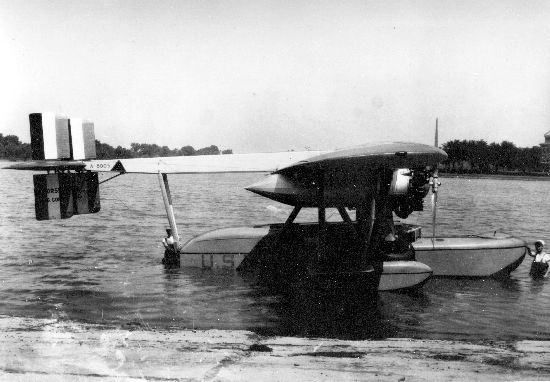
XPS-1

Die einzelne S-36, die 1927 oder 1928 an die US Navy geliefert wurde, erhielt während der Erprobung die Bezeichnung XPS-1. Eine weitere Maschine erwarb Ende 1927 Frances Grayson, eine Nichte von Woodrow Wilson, die damit den ersten Atlantik-Flug einer Frau durchführen wollte. Das Flugzeug mit dem Namen The Dawn (Kennzeichen NX1282) verschwand nach dem Start am 23. Dezember 1927 mit Grayson und zwei Piloten an Bord, spurlos über dem Atlantik.

## Technische Daten

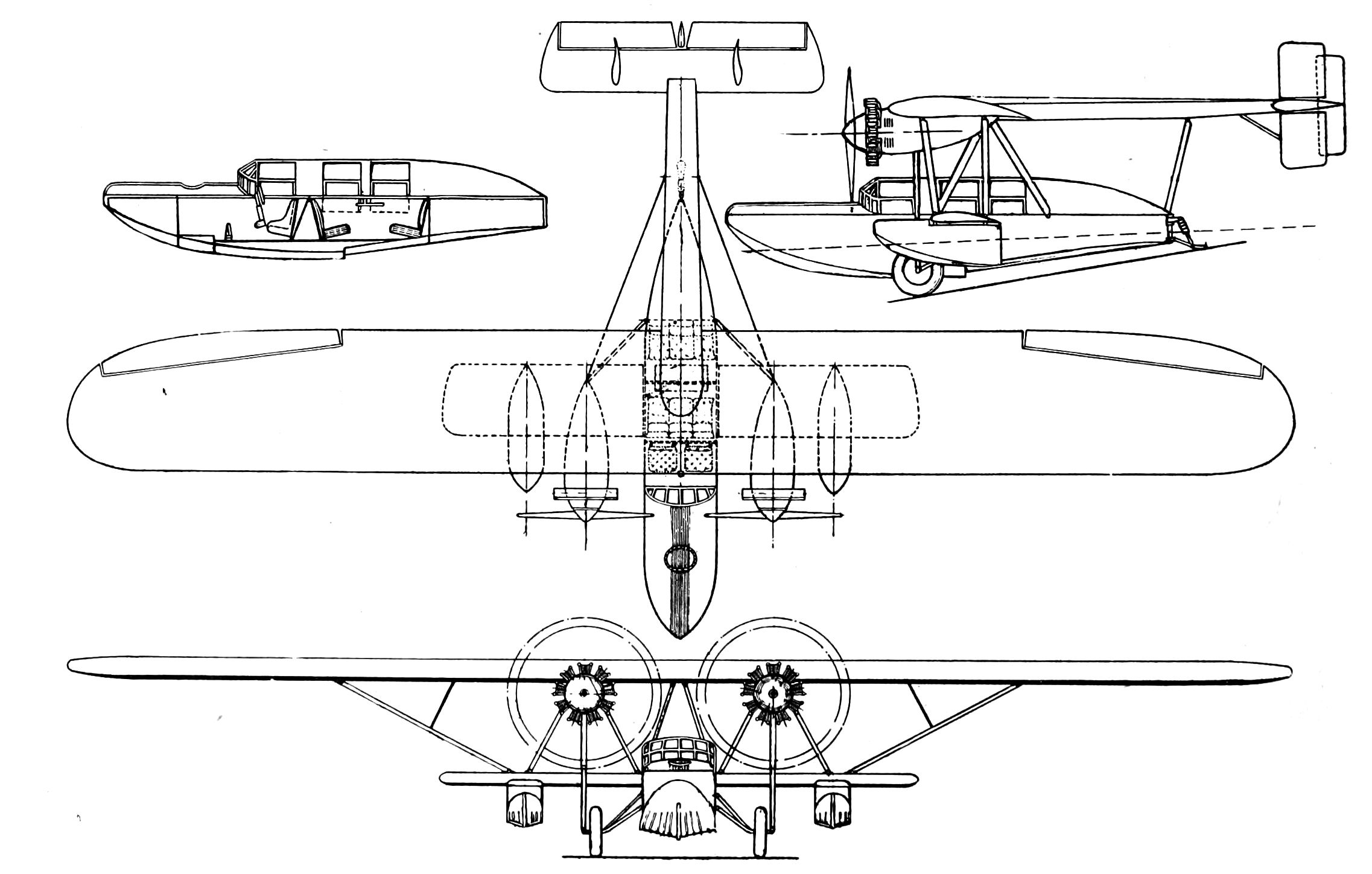
Dreiseitenriss der S-36B

| Kenngröße             | Daten |
| --------------------- | --- |
| Besatzung             | 2 |
| Passagiere            | 6 |
| Länge                 | 10,37 m |
| Spannweite            | 17,08 m |
| Startmasse            | 2720 kg |
| Reisegeschwindigkeit  | 144 km/h |
| Höchstgeschwindigkeit | 178 km/h (geschätzt) |
| Dienstgipfelhöhe      | 4600 m (geschätzt) |
| Reichweite            | 320 km |
| Triebwerke            | 2 × Wright J-4-Neunzylinder-Kolbenmotoren mit je 200 oder 225 PS, die am Boden einstellbare Zweiblatt-Metallpropeller antrieben |